# جوشقان (جاجرم)
روستای جوشقان در امتداد مسیر آب چشمه قرقاب در مرکز جلگه شوقان از توابع شهرستان جاجرم در استان خراسان شمالی واقع شده‌است و در مرکزیت مسیرهای اسفراین به گنبد و بجنورد به جاجرم قرارگرفته است.

## جغرافیای روستای جوشقان جاجرم
این روستا در ۷۰ کیلومتری شمال شرقی شهر جاجرم و همچنین در ۶۰ کیلومتری جنوب غربی مرکز استان خراسان شمالی، بجنورد قرار گرفته‌است و از شمال با روستای دوبرجه از شرق با روستای چشمه طبری از غرب با روستای پیشی دره و از جنوب با روستای دربند همجوار می‌باشد.

### جمعیت
مطابق سرشماری نفوس و مسکن سال ۹۵ دارای ۱۵۹ خانوار ساکن با جمعیت ۵۰۶ نفر که شامل ۲۶۷ نفر مرد و ۲۳۹ نفر زن می‌باشد.

#### زبان و فرهنگ
غالب جمعیت روستا به زبان تاتی که زبان باستانی شمال خراسان می‌باشد گویش می‌کنند ولی به خاطر قرار گرفتن روستا در مرکز مسیرهای شرق به غرب و شمال به جنوب جلگه شوقان جمعیت مهاجری با گویش‌های کرمانج و ترک را نیز دارا می‌باشد.
طایفه‌های اصیل و قدیمی روستا شامل طوایف خرمی، محمدی ،کمالی، جهانی و ایمانی می‌باشد.

#### مکان های گردشگری و تاریخی
از مکان های گردشگری و تاریخی روستا می‌توان به چشمه قرقاب، سرآسیاب، قوزی سالان، یکه بید، قمرزده، کنج باغ،کوه بهار، سپیداری، آب چکان و برج حمزه نام برد، تپه طلایی.